# The Kentucky Headhunters

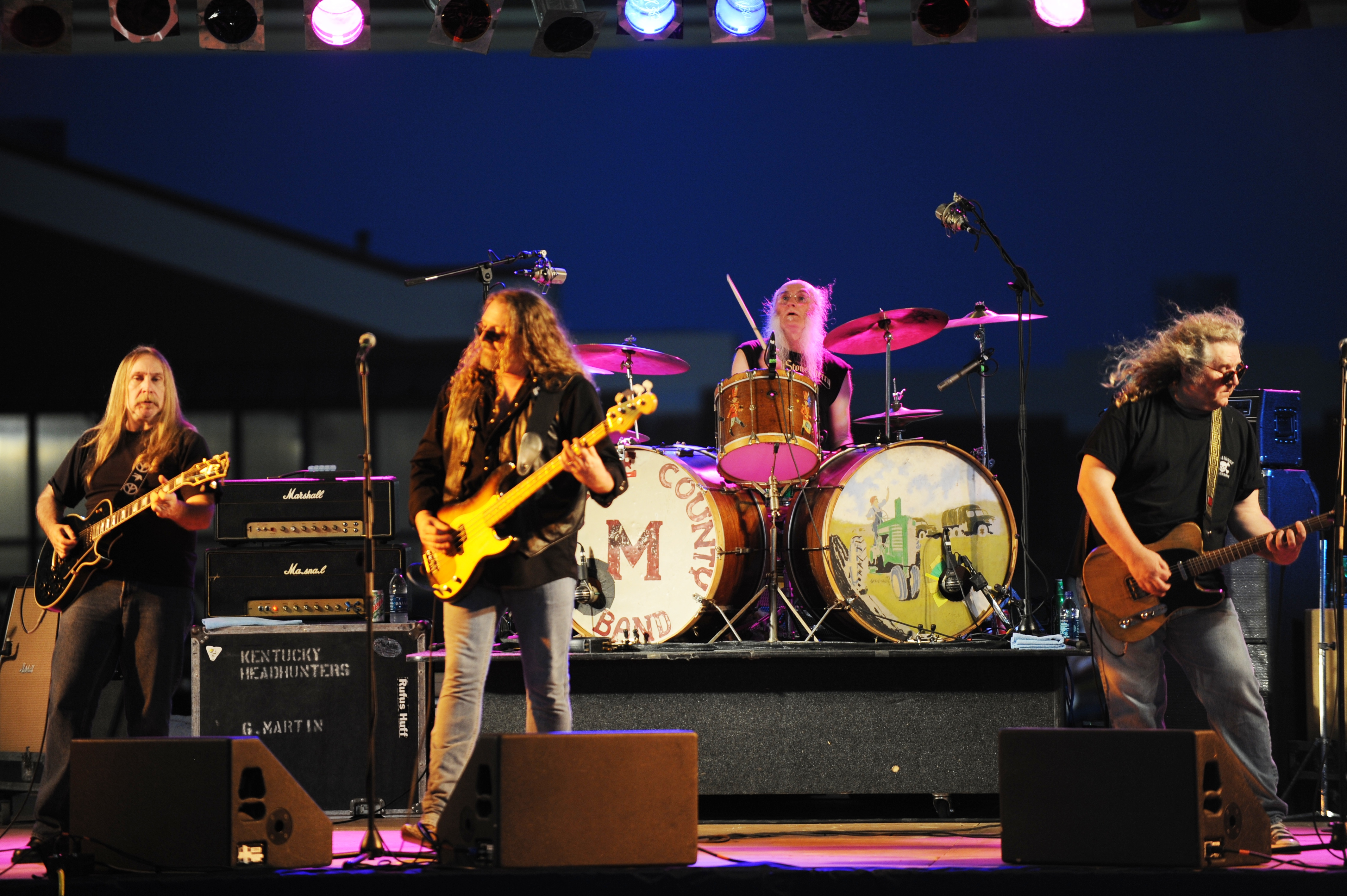
The Kentucky Headhunters

Les Kentucky Headhunters est un groupe de musique country fondé en 1968.

## Membres actuels
- Anthony Kenney (basse, vocaux)
- Greg Martin (lead guitare, slide guitare, vocaux)
- Doug Phelps (lead vocaux)
- Fred Young (batterie, vocaux)
- Richard Young (rhythm guitare, vocaux)

## Discographie
- 1989 : Pickin' on Nashville
- 1991 : Electric Barnyard
- 1992 : Rave On!
- 1993 : That'll Work (Elektra) avec Johnnie Johnson
- 1994 : Best of The Kentucky Headhunters: Still Pickin
- 1997 : Stompin' Grounds
- 2000 : Songs From the Grass String Ranch (Audium)
- 2003 : Soul
- 2005 : Big Boss Man
- 2006 : Flying Under the Radar

## Récompenses
- Academy of Country Music : Top New Vocal Duo or Group (1989)
- Country Music Association : Album of the Year : Pickin' on Nashville (1990)
- Grammy Awards : Best Country Performance : Pickin' on Nashville (1990)